# 徳丸氏
徳丸氏（とくまるし）は、日本の氏族。
豊後国の氏族である大神氏（おおがし）の一門である。 

## 沿革
- 徳丸氏は大神氏の流れをくむ大分郡高田庄徳丸名の名主
- 大友氏の豊後国入国後、大神氏の勢力は衰退し、次第に大友氏家臣団に組み込まれた
- 戦国期には徳丸氏は二分され、
一部は吉岡氏に被官化、一部は大友氏に直臣化している[1] 
< 徳丸文書 >：大友氏と徳丸氏の主従関係の裏付け[3] [4]
  - 「徳丸忠奥」：忠奥以降、大友家からの書状の写しあり
  - 「徳丸統貞」：大友義統・義乗より御書を賜ったとされる
  - 「徳丸貞房」：統貞の子であり、義統の二男篤業（松野右京亮）より御書を賜ったとされる
- 戦国末期：「大友家士帳」[1]より
  - 近辺衆：徳丸左馬助
  - 郷庄衆：大分郡 高田衆
- 寺司浜の戦（乙津川の戦い）「髙田村志」[5]より
▶︎ 天正14年（1586年）及び翌15年3月
  - 高田豪士でこの戦いに参加したものは非常に多く、軍功者として今日に伝わる名前は、徳丸式部･徳丸中書･徳丸刑部･徳丸兵部･徳丸志摩･徳丸三郎兵衛･徳丸勘右衛門･徳丸權左衛門･徳丸加右衛門(惟平)･徳丸又右衛門(統貞)･中村新助(正盛)･同助兵衛(統重)･向新右衛門等あり
  - 中村新助･中村助兵衛及び徳丸刑部･徳丸加右衛門の諸士は、寺司浜の戦において殊に奮戦し、新助(正盛)は不幸に戦死したが、その弟助兵衛(統重)は薩軍三主将の一人たる伊集院美作守久宣を討ち取り、兄の仇をとっただけでなく全軍中抜群のてがらを立て、同時に徳丸刑部は敵の部妻栗玄蕃を斬殺し、徳丸加右衛門惟平は敵主将の一人である野村備中守(野村文綱)に傷を負わせ後に死に至らしめた。
いずれも郷土の武名を高く広めた。また徳丸式部は吉岡氏の重臣にして、常時は城主妙林尼の帷幄としてその功は少なくなかったという
- 豊臣秀吉朝鮮征伐
▶︎ 文禄元年（1592年）
  - 大友義統に従い出征、徳丸又右衛門統貞もその一人である

## 関連人物
- 大神比義命（おおがのひぎのみこと）
  - 宇佐八幡宮を創建
  - 日本初の祝（神職）・宇佐八幡宮初代大宮司
  - 大神氏の始祖である
- 大神惟基（おおがこれもと）
  - 豊後大神氏の祖
- 徳丸藤内左衛門尉
  - 地誌「髙田村志」より緒方三郎惟栄から娶ったとの記載があり、緒方氏との関係がみられる[6]
- 緒方三郎惟栄（おがたさぶろうこれよし）
  - 上述のとおり
- 徳丸右衛門尉
  - 大友氏の直臣として吉岡氏に従い出陣
- 賀来神九郎[7] [8]
  - 徳丸氏・賀来氏・中村氏が行動を共にしたとみられ、吉岡長増同陣として玖珠･筑後出張の軍労を賞され､賀来神九郎にも同様の感状が出されたものと見られる

## 関連施設
- 宇佐八幡宮
  - 八幡宮の総本社
  - 日本三大八幡宮の一つ
①宇佐八幡宮②石清水八幡宮③筥崎宮(または鶴岡八幡宮)
- 徳丸城跡 <市指定史跡>
 ▶︎ 平成17年3月31日 市指定(昭和47年6月29日 緒方町指定)
  - 豊後大野市小野地区（緒方町鮒川）の緒方盆地を見下ろす眺望のよい丘陵上であるが城跡としての遺構はみられない
  - 史実並びに徳丸氏との関係は不明
  - 緒方氏との関係性があることから無縁ではないと思われる
- 麻生田城墟（三重県いなべ市北勢町麻生田）
  - 桑名志[9]に記録あり（三重県桑名市）
    - ｢麻生田村ニアリ德丸右京介居館ノ迹ト云｣

  - 史実並びに徳丸氏との関係は不明

## 関連地名
- 上徳丸（かみとくまる） ・・・大分市丸亀
- 下徳丸（しもとくまる） ・・・大分市下徳丸